# Ahl al-Bayt

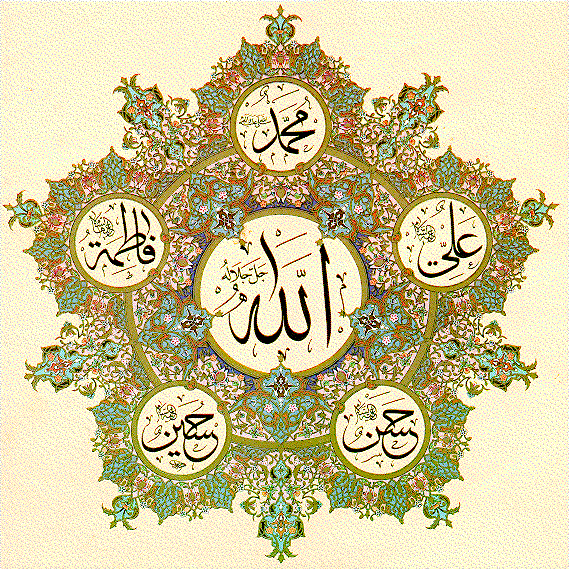
Allahs namn i mitten, runt om Muhammed, Ali, Fatima, Hasan och Husayn på arabiska.

Ahl al-Bayt (arabiska: أهل البيت) är en arabisk fras med den bokstavliga betydelsen "husets folk", eller familj. Frasen "ahl al-bayt" användes i Arabien innan islam kom, för att hänvisa till någons stam. Inom islamisk tradition hänvisar frasen till profeten Muhammeds familj, och används särskilt inom shia. Begreppet nämns i Koranen och muslimer vördar Muhammeds släkt.
I Ahl al-Bayt ingår enligt imamiterna profeten Muhammed, hans dotter Fatima al-Zahra, och de tolv imamerna: profetens kusin och svärson Imam Ali, hans två dottersöner Imam Hasan och Imam Husayn, Imam Zayn al-Abidin al-Sajjad, Imam Muhammad al-Baqir, Imam Jafar al-Sadiq, Imam Musa al-Kazim, Imam Ali ar-Rida, Imam Muhammad al-Jawad, Imam Ali al-Hadi, Imam Hasan al-Askari och Imam Mahdi al-Muntazar.

## Vilka är Ahl al-Bayt?

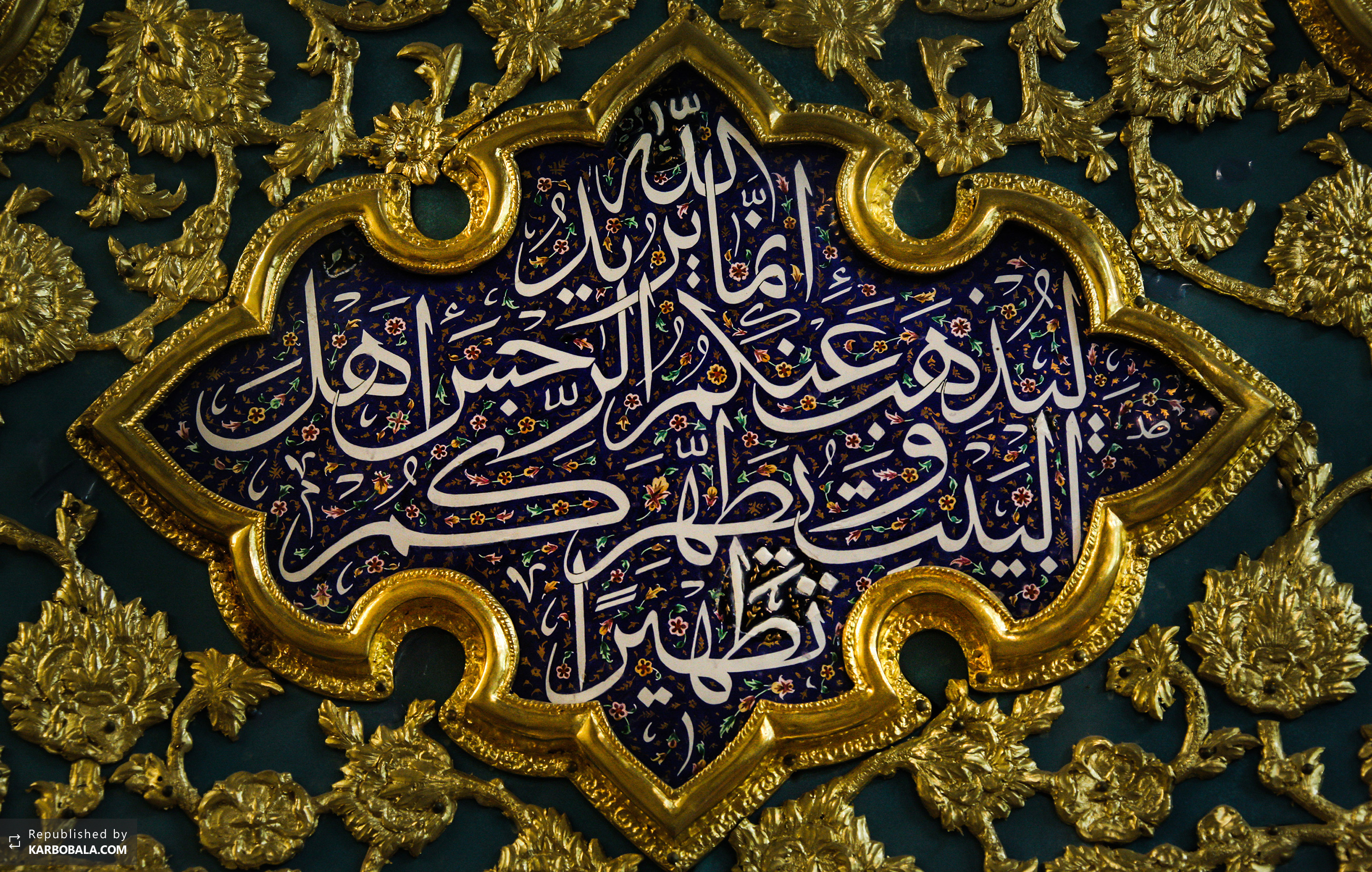
Arabisk kalligrafi av Reningsversen i Husayn ibn Alis helgedom.

Frasen ahl al-bayt (bokstavligt 'husets folk') förekommer tre gånger i Koranen och i relation till Abraham (11:73), Moses (28:12) och Muhammed (33:33). Abrahams ahl al-bayt och Moses ahl al-bayt i Koranen förstås enhälligt av kommentatorer som att de syftar på Abrahams respektive Moses familjer. På andra ställen i Koranen räddas Noas familj från syndafloden, förutom hans hustru och en av hans söner, om vilka Noas vädjan avslogs enligt vers 11:46, i vilken det talas till Noa att hans son inte tillhör hans familj (ahl). Som regel i Koranen är meriter ett kriterium för medlemskap i en profets ahl al-bayt, och hedniska eller illojala medlemmar av profeternas familjer är inte uteslutna från Guds bestraffning. Muhammeds ahl al-bayt, enkelt hänvisad till som Ahl al-Bayt, förekommer i den sista delen av versen 33:33, även känd som Reningsversen,
Gud vill befria er, ni som står Profeten närmast, från all [jordisk] smuts och göra er renhet fullkomlig.

## I traditioner

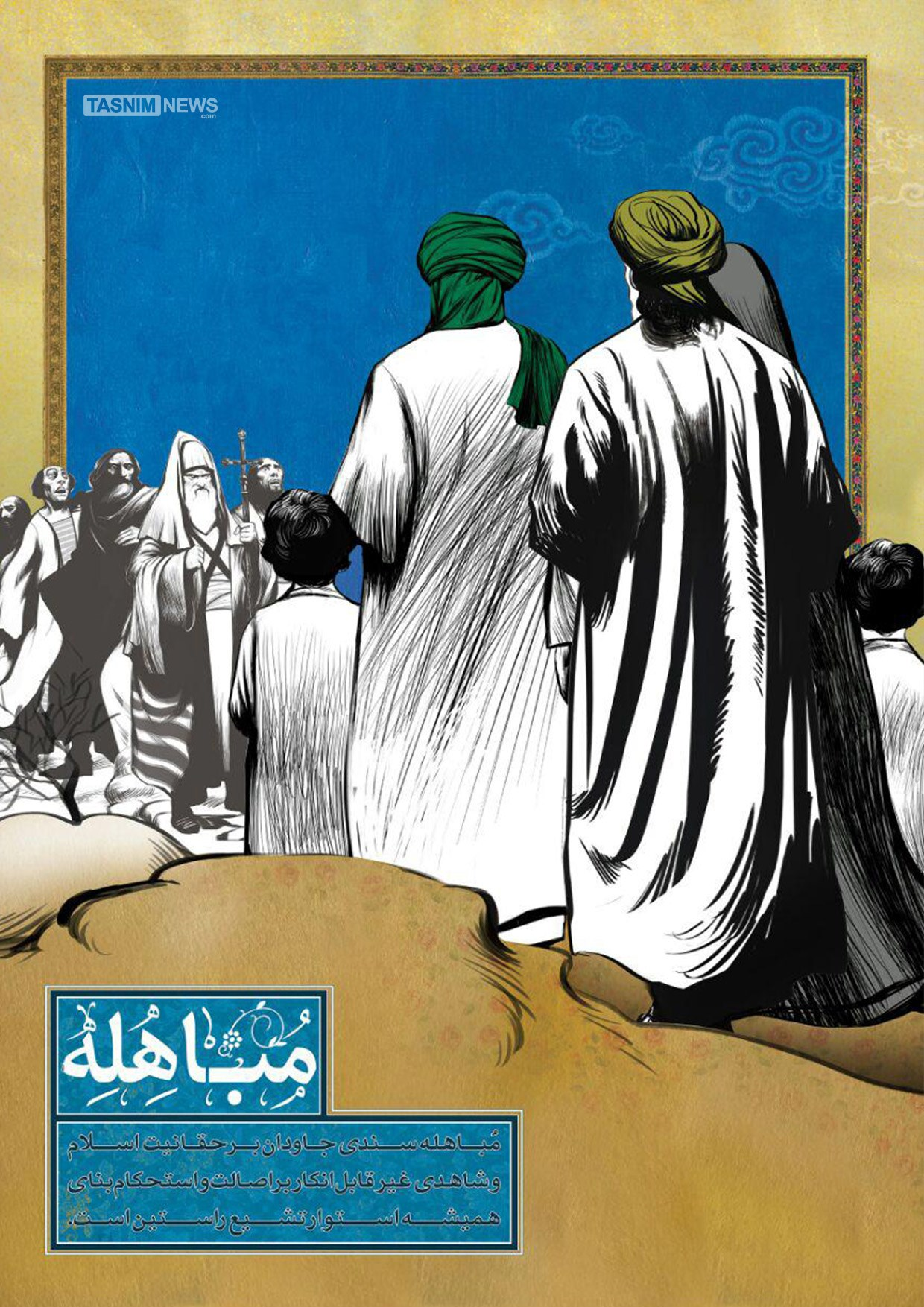
En illustration av mubahalahändelsen.

I boken Jami' al-Tirmidhi har det i en tradition, som graderats som autentisk, återberättats att när den sista delen av vers 33:33 (Reningsversen) i Koranen uppenbarades för profeten Muhammed hemma hos Umm Salama kallade profeten på Fatima, Hassan och Hussein och svepte in dem i manteln (se Mantelns folk). Sedan sa han att de är folket av hans hus. Därefter frågade Umm Salama om hon var med dem. Då svarade profeten att hon var på sin plats, och att hon var på god [väg].
I Sahih Muslim har det återberättats att profeten Muhammed gick ut en morgon bärande en mantel. Därefter kom Hassan, som profeten svepte in. Sedan kom Hussein, som han också svepte in. Sedan kom Fatima, som han också svepte in. Sedan kom Ali, som han också svepte in och sedan reciterade han den sista delen av vers 33:33 om att "Gud endast vill eliminera alla orenheter från er, å husets folk, och rengöra er (med en fullständig rening)".
I böckerna Sahih Muslim och Jami at-Tirmidhi har det nämnts att när vers 3:61 (Mubahalaversen) uppenbarades kallade Guds sändebud på Ali, Fatima, Hassan och Hussein och sade till Gud att de är hans familj.
I al-Mustadrak 'ala al-Sahihain har det återberättats en hadith (som enligt författaren är autentisk; Hadithen om arken) som säger att profeten sa att hans Ahl al-Bayt är lik Noas ark, den som gick ombord på den räddades, och den som undvek den drunknade. I samma bok har det återberättats en hadith (som enligt författaren har en god källa) som säger att profeten tittade mot Ali, Fatima, Hassan och Hussein och sade att han är i strid med den som strider mot dem, och i fred med den som är i fred med dem.